# Rokajl
Rokajl (perličky, šmelc, anglicky seed beads) je jeden z nejtypičtějších druhů skleněných korálků. Jedná se o drobné korálky (ve velikosti od necelého 1 mm do cca 8 milimetrů), obvykle ve tvaru krátkého, nízkého, zaobleného válečku.

## Velikost
Rokajl se vyrábí ve velikostech od necelého jednoho milimetru až do osmi milimetrů. Velikost rokajlu se ale kromě milimetrů též často uvádí v tzv. "nulkové řadě" - tedy číslem v podobě X/0, kde X udává velikost korálku. Původně byl tento způsob měření odvozen od toho, kolik korálků se vejde do jakési "základní jednotky", platí tedy to, že čím větší je číslo v nulkové řadě, tím menší je korálek.  Nejmenší dnes vyráběný rokajl má velikost 16/0, v minulosti se ale vyráběl rokajl až do velikosti 24/0.
Níže najdete tabulku velikostí rokajlu Preciosa dle Korálek World.
| Velikost PRECIOSA | mm  | korálků na 1 palec | tolerance velikosti v mm | průměrně v 50g ks |
| ----------------- | --- | ------------------ | ------------------------ | ----------------- |
| 6/0               | 4,1 | 10                 | 3,7-4,3                  | 665               |
| 7/0               | 3,5 | 12                 | 3,2-3,7                  | 1055              |
| 8/0               | 3,0 | 13                 | 2,8-3,2                  | 2100              |
| 9/0               | 2,6 | 15                 | 2,4-2,8                  | 3400              |
| 10/0              | 2,3 | 16                 | 2,2-2,4                  | 4550              |
| 11/0              | 2,1 | 20                 | 2,0-2,2                  | 6500              |
| 13/0              | 1,9 | 27                 |                          |                   |
| 14/0              | 1,7 | 24                 |                          |                   |
| 15/0              | 1,5 | 25                 | 1,4-1,5                  | 31250             |

"Nulková řada" je čistě tradičním způsobem měření velikosti korálků, který není nijak standardizován. Což ve výsledku znamená, že korálky, které mají stejné číslo v  "nulkové řadě", ale pocházejí od různých výrobců, mohou mít různé fyzické rozměry. 

## Země výroby
Mezi nejznámější producenty rokajlu patří Česká republika, Čína a Japonsko.[zdroj?] Avšak stejně jako jsou rozdílné země, jsou rozdílné i korálky, které pochází z jejich výroby - liší se zejména v kvalitě, průřezu, dírce a škále nabízeného zboží.
- Čínský rokajl je levný a dobře dostupný, ale často bývá nepravidelný (jednotlivé kusy se od sebe liší velikostí i tvarem) - hodí se tedy proto zejména na využití, kde není vysoká pravidelnost rozhodující. Není vhodný například na šité šperky (technika beadweaving), kde je pravidelnost korálků nutná.
- Český rokajl (zejména Preciosa - bývalý Jablonex) má dlouhodobou tradici společně s českým sklem. Je kvalitní, většinou pravidelný, otvory v korálcích jsou kulaté a hrany jsou zakulacené.
- Japonský rokajl (zejména značky TOHO a Miyuki) se vyznačuje vysokou kvalitou a pravidelností a je vyhledáván profesionálními tvůrci šperků.

## Tvary a druhy
Tvar rokajlu je ovlivněn technologii jeho výroby - nejdříve se vyrobí dlouhá, tenká skleněná trubička, která se následně naseká na malé kousky, které se dále opracovávají ("zakulacují" - obvykle působením žáru nebo omíláním ve vodě s pískem a případně opatřují povrchovými úpravami). 
Nejčastěji se setkáte s rokajlem kulatým - tedy vytvořeným z trubičky o kulatém průřezu a následně zaobleným. Míra zaoblení, ale také velikost a poměr stran korálku se může lišit podle výrobce  - opět tedy platí, že korálky, které mají stejnou velikost v "nulkové řadě", ale pochází od různých výrobců, nemusejí být zcela stejně velké.
Kromě kulatého rokajlu se můžete setkat s následujícími tvary rokajlu:
- Sekaný rokajl - rokajl který neprošel "zakulacováním", tedy jen nasekané skleněné trubičky. Vyznačují se vysoký leskem a třpytem, ale může mít ostré hrany a trhat návlekový materiál
- Tyčinky nebo čípky -  delší varianta sekaného rokajlu, jednotlivé kusy mohou mít délku i několika centimetrů, tradičně se používá na výrobu vánočních ozdob.
- Válečkový rokajl (cylindry, cylinder beads) - mají tvar dokonalého válečku a vyznačují se vysokou pravidelností, používají se zejména v oboru šitých šperků (beadweaving), kde je právě přesnost a pravidelnost rozhodující.
  - Delica - vyráběno značkou Miyuki
  - Treasures - vyráběno značkou TOHO
  - Aiko - rovněž vyráběno značkou TOHO
- Čtverečky, trojúhelníky, mnohoúhelníky - průřez ve tvaru různých geometrických tvarů
- Mašličky - tvar kulaté mašličky s otvorem uprostřed
- Kapičky - tvar kapek s dírkou u špičky
- Šarlotky - Kulatý rokajl, zejména drobnější velikosti, který má po obvodu náhodně vybroušené drobné plošky.
- Dvoudírkový rokajl - rokajl který nemá jeden průtah, ale dva - typický představitel je třeba Preciosa Twin (ve tvaru oválku) nebo Miyuki Tila (ve tvaru kostičky nebo cihličky)

## Barvy a povrchové úpravy
Výsledný efekt korálku záleží jednak na sklu, z jakého je korálek vyroben, ale i na jeho povrchové úpravě. 
- Opaque - klasické korálky z neprůhledného, lesklého skla. Plné, syté barvy.
- Alabastr - mírně průsvitné sklo
- Opál - poloprůhledné "mléčné" sklo
- Transparentní - průhledné sklo v různých barvách

Povrchové úpravy:
Sklo se dá nadále zušlechťovat různými druhy povrchových úprav, čímž dosáhneme mnohem širší barevné škály než v případě že bychom pracovali jen s čistým, surovým sklem. Mezi nejpoužívanější povrchové úpravy patří například:
- Matování, leptání
- Listr - velká skupina povrchových úprav, technicky se jedná o organokovové sloučeniny, které se nanesou na korálek a následně se vypálí - na povrchu korálku tak vznikne tenká vrstva oxidu daného kovu, která dodá korálku požadovanou barvu, kovový lesk nebo dokonce "mapy" které svým vzhledem mohou připomínat vzhled přírodního kamene.
- Iris - kovové "měňavé" barvy, vytvářejí podobný efekt jako "olejová skvrna".
- Pokov - povrch korálků pokrývá jemná vrstvička prášku různých barev s kovovým vzhledem nebo přímo z kovu (k dostání jsou poměděné, postříbřené i pozlacené korálky).
- Průtah -  barva či pokov nanesený uvnitř dírky korálku. S tímto druhem úpravy se obvykle setkáme u transparentních či opálových skel
- Voskované dekory - povrch imitující perly

## Historie
Výroba skleněného rokajlu sahá ze všech korálků nejdále, začaly se vyrábět již v 15. století v italských Benátkách, v Čechách se vyrábějí od 18. století. Avšak původní obyvatelé Severní Ameriky nejdříve vyráběli tyto korálky z mušliček, během doby zámořských objevů se do Ameriky dostal rokajl skleněný, za nějž Evropané vyměňovali půdu. Do Ameriky se korálky z Evropy a Asie dováží prakticky až dodnes.

## Využití
Rokajl se používá krom standardního navlékání i k vyšívání, tkaní a šití (beadweaving). Šití z korálků je technika spočívající v přišívání jednotlivých korálků rokajlu k sobě speciální nití nebo vlascem. Šité šperky patří k složitým a pracným záležitostem, na jejichž výrobu je často potřeba desítek hodin. 
Z rokajlu se však dají vyrábět i módní doplňky, obrazy, různé podložky, dekorace atd.